# Obergerlafingen
Obergerlafingen es una comuna suiza del cantón de Soleura, situada en el distrito de Wasseramt. Limita al norte con la comuna de Gerlafingen, al este con Kriegstetten y Recherswil, al sur y occidente con Koppigen (BE), Utzenstorf (BE) y Zielebach (BE).

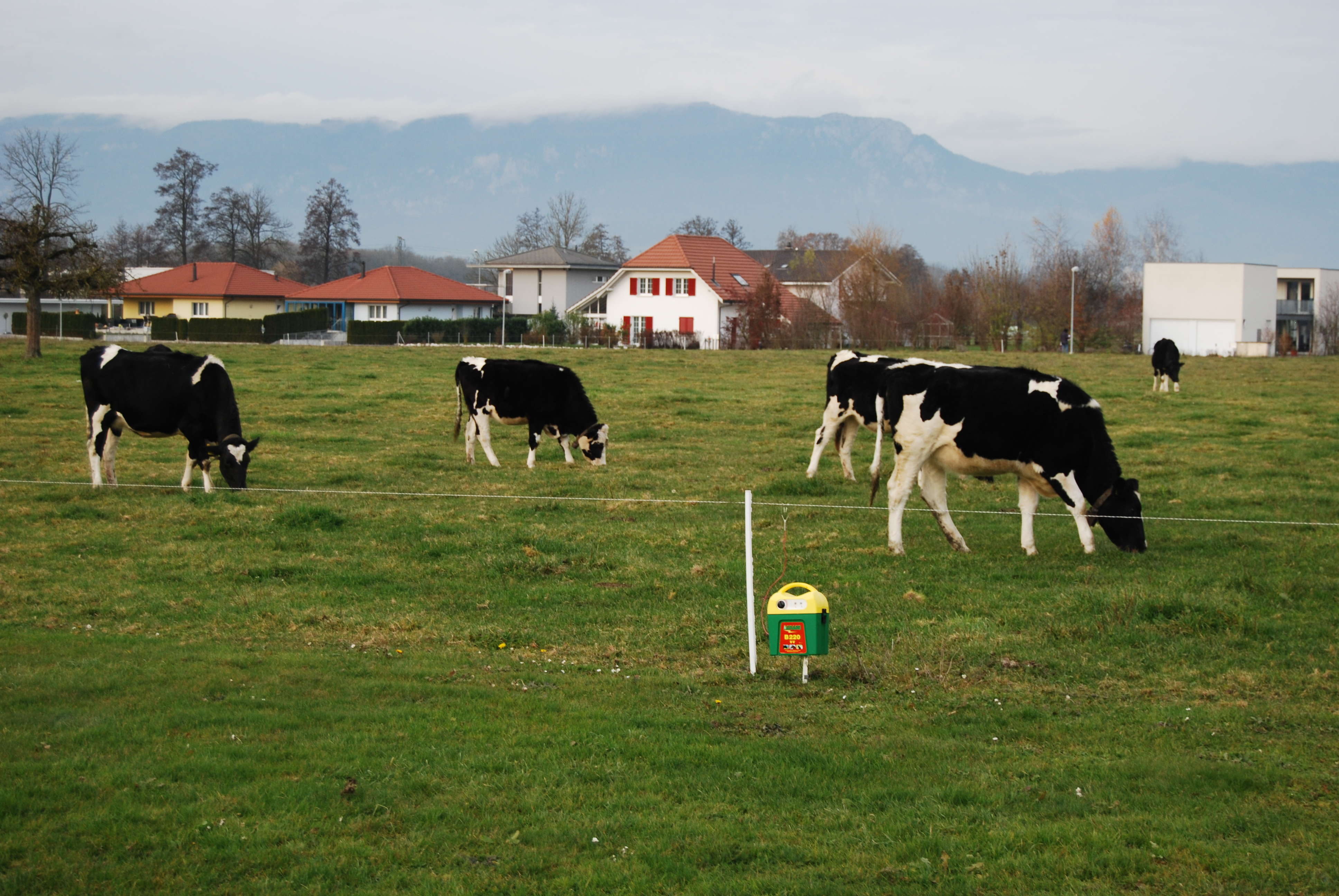
Obergerlafingen